# Battaglia di Muye
La battaglia di Muye (nota anche come battaglia di Mu. cinese: 牧野之战, pinyin: Muye zhī Zhan) fu combattuta intorno al 1046 a.C. in Cina. La battaglia portò alla fine della dinastia Shang e l'inizio della dinastia Zhou.

## Storia
Nel XII secolo a. C., l'influenza Shang si estendeva verso ovest fino alla valle del fiume Wei, una regione occupata da clan conosciuti come Zhou. Wen Wang, sovrano degli Zhou vassallo degli Shang, ricevette il titolo di "Conte dell'Occidente" dal re Di Xin di Shang (re Zhòu). Di Xin usò re Wen per proteggersi le spalle mentre era coinvolto in una campagna nel sud-est.
Alla fine, Di Xin, temendo il crescente potere di re Wen, lo imprigionò. Sebbene Wen venne successivamente rilasciato, la tensione tra Shang e Zhou continuò a salire. Wen preparò il suo esercito e conquistò alcuni piccoli e fedeli stati Shang, indebolendo lentamente gli alleati di questi ultimi. Tuttavia, il re Wen morì nel 1050 a.C., prima dell'offensiva finale tra Zhou e Shang.
Di Xin prestò pochissima attenzione a questi movimenti, vedendosi come il legittimo sovrano della Cina, una posizione designata dal Cielo, o forse perché si stava assorbendo nella sua vita personale con la sua bella consorte Daji, escludendo tutto il resto.
Figlio e successore del re Wen, il re Wu guidò gli Zhou in una rivolta alcuni anni dopo. La ragione di questo ritardo era perché il re Wu credeva che l'"ordine divino" di conquistare Shang non fosse stato dato, e dunque aspettò l'occasione giusta con il consiglio di Jiang Ziya.
I contadini cinesi sostenevano ampiamente la ribellione del re Wu. Secondo la leggenda, Di Xin era stato inizialmente un buon sovrano, ma divenne un despota spietato dopo aver sposato Daji, tanto che molti chiesero la fine della dinastia Shang.

## Battaglia
Con Jiang Ziya come stratega, il re Wu guidò un esercito di circa 50 000 uomini. L'esercito di Di Xin era in guerra a est, ma aveva ancora circa 530 000 uomini per difendere la capitale di Yin. Tuttavia, per garantire ulteriormente la sua vittoria, armò circa 170 000 schiavi per proteggere la capitale; gli schiavi, però, rifiutarono di combattere per la corrotta dinastia Shang, e passarono dalla parte degli Zhou. Questo evento ridusse notevolmente il morale delle truppe Shang. Molti soldati scelsero di non combattere e tenevano le lance all'indietro, come segno che non volevano più combattere per i corrotti Shang, e alcuni si unirono direttamente agli Zhou. Anche così, però, gli Shang ebbero a loro disposizione molte truppe fedeli, e la sanguinosa battaglia che seguì è descritta nello Shijing (poema #236), come tradotto da James Legge:
si raccolsero come una foresta,

e s'incontrarono nel deserto di Mu.

...

"Dio è con te" [disse Shang-fu al re],

"Non avere dubbi nel tuo cuore."

Il deserto di Mu si estendeva ampiamente;

e splendeva sotto il legno di sandalo dei carri;

Squadre di bai, criniera nera e ventre bianco, al galoppo;

Il grande maestro Shang-fu,

era come un'aquila in volo,

che aiutò il re Wu,

che inizialmente ferì il grande re Shang.

L'incontro di quel mattino fu seguita da un chiaro e luminoso.»
Le truppe di Zhou erano molto meglio addestrate e il loro morale era alto. In una delle cariche del carro, il re Wu sfondò la linea di difesa degli Shang. Di Xin fu costretto a fuggire nel suo palazzo e le truppe Shang rimanenti caddero nel caos. Il vittorioso Zhou mostrò poca pietà per gli Shang sconfitti, e versò abbastanza sangue "da far galleggiare un tronco".

## Conseguenze
Dopo la battaglia, che segnò di fatto la fine della dinastia Shang e l'inizio della dinastia Zhou, Di Xin si adornò con molti gioielli di valore, poi diede fuoco alla sala del suo palazzo a Lutai e accettò di farsi ardere vivo al suo interno. Il Re Wu trovò e uccise Daji, eseguendo l'ordine dato da Jiang Ziya. I funzionari Shang furono liberati senza accusa, e in seguito alcuni di loro operarono come funzionari di Zhou. La risaia imperiale fu aperta subito dopo la battaglia per sfamare la popolazione affamata.